# تشلان (آذغان)
تشلان (بالفارسية: چلان) هي منطقة سكنية تقع في إيران في قسم آذغان الریفي.